# Bildtstar
De bildtstar is een aardappelras ontwikkeld in de Friese gemeente Het Bildt en is ontstaan door een kruising van de aardappelrassen winda en saturna. De schil van de bildtstar is rood.
De plant heeft donkergroen blad en het bladsilhouet is half open tot gesloten. De steel verkleurt sterk door een hoog gehalte van anthocyanen. Ook de binnenkant van de bloembladeren verkleurt hierdoor. De plant is zeer vatbaar voor phytophthora en redelijk vatbaar voor het bladrolvirus, maar heeft een goede resistentie tegen het Y-virus.
De plant heeft een lange kiemrust.
Het is een iets melige, vrij vastkokende aardappel.

## Extra
- Bildtstar is ook de naam van de gelijknamige Nederlandse metalband.